# Megalo Box
Megalo Box (メガロボクス, Megaro bokusu) est une série d'animation japonaise, créée à l'occasion du 50e anniversaire du manga Ashita no Joe. Elle est produite par le studio d'animation TMS Entertainment et 3xCube, qui avait également produit le second anime d'Ashita no Joe en 1980. La série est diffusée au Japon entre le 6 avril 2018 et le 29 juin 2018 et en simulcast sur Crunchyroll. Une deuxième saison, intitulée Megalobox 2: Nomad, a débuté le 4 avril 2021. Elle se déroule cinq ans après les événements de la première saison.
La série est adaptée en manga, prépublié dans le Shōnen Magazine Edge en 2018 puis publié en deux volumes reliés par Kōdansha.

## Synopsis
La série se déroule dans un futur où les citoyens recensés vivent confortablement dans une ville riche, alors que les citoyens non recensés sont contraints de survivre dans un bidonville à sa périphérie.
Dans cet univers, la Megalobox est un sport très populaire dans toutes les strates de la société. C'est une forme de boxe améliorée par les Gears, des exosquelettes portés sur les épaules et les bras permettant aux boxeurs de frapper beaucoup plus fort qu'auparavant.
L'histoire suis le parcours de Junk Dog, un jeune homme des bidonvilles se battant dans les rings clandestins lors combats truqués où son entraîneur lui indique quand gagner et quand perdre. Peu satisfait de cette situation, il rêve de vrais combats. Quand il apprend que le puissant groupe Shirato sponsorise un tournoi mondial de Megalobox, il est d'abord hésitant, estimant que ce défi est hors de sa portée. Mais sa rencontre avec Yuri, le champion en titre du sport, fini par le faire changer d'avis. Il décide alors de tenter sa chance alors qu'il n'a même pas d'identité valable à présenter pour s'inscrire au tournoi.

## Distribution
Junk Dog (ジャンクドッグ, Janku Doggu)/Joe
Voix japonaise : Yoshimasa Hosoya, voix française : Charles Mendiant
Gansaku Nanbu (南部贋作, Nanbu Gansaku)
Voix japonaise : Shirō Saitō, voix française : Yann Pichon
Sachio (サチオ)
Voix japonaise : Michiyo Murase, voix française : Pascale Chemin
Yūri (勇利)
Voix japonaise : Hiroki Yasumoto, voix française : Antoine Tomé
Yukiko Shirato (白都ゆき子, Shirato Yukiko)
Voix japonaise : Nanako Mori, voix française : Sophie Planet,
Fujimaki (藤巻)
Voix japonaise : Hiroyuki Kinoshita, voix française : Julien Chatelet
Tatsumi Leonard Aragaki (タツミ・レナード・アラガキ, Tatsumi Renādo Aragaki)
Voix japonaise : Makoto Tamura, voix française : Emmanuel Rausenberger
Miyagi
Voix japonaise : Yōhei Tadano, voix française : Jean-Pierre Leblan
Mikio Shirato (白都樹生, Shirato Mikio)
Voix japonaise : Tatsuhisa Suzuki, voix française : Alexandre Coadour
Version française :
- Société de doublage : Time-line Factory

 Source et légende : version française (VF) sur RS Doublage et Allocine

## Série d'animation
La série est annoncée le 12 octobre 2017 à travers une vidéo de la page YouTube officielle du studio TMS Entertainment. Yō Moriyama, qui avait déjà travaillé comme concept designer sur L'Attaque des Titans et Kabaneri of the Iron Fortress, est choisi comme réalisateur et concept designer. Le générique d'ouverture de la série est Bite de LEO Imai et le générique de fin Kakatte Koi yo (かかってこいよ, Come at Me) de NakamuraEmi avec des titres additionnels de la rappeuse COMA-CHI.
La série est diffusée en simulcast sur Crunchyroll; elle est composée de 13 épisodes et le Blu-Ray de l'édition japonaise contient un court anime inédit.
La série est licenciée par Viz Media aux États-Unis, par Anime Limited en Angleterre et en Irlande et par Madman Entertainment en Australie et en Nouvelle-Zélande,.
Une seconde saison de l'anime est annoncée lors du Anime NYC, le 16 novembre 2019. Intitulée Megalobox 2: Nomad, elle a débuté le 4 avril 2021 sur la chaines Tokyo MX puis le 6 avril sur BS11 et s'est terminée le 8 juillet 2017 avec un total de 13 épisodes. Elle est disponible en France sur Wakanim. Le générique de début de cette saison est intitulé The theme of the NOMAD, interprété par mabanua et le générique de fin se nomme El Canto del Colibrí, toujours interprété par mabanua et écrit par Makoto Sasaki.

### Liste des épisodes

#### Saison 1
| No | Titre de l’épisode en français              | Titre original de l’épisode | Date de 1re diffusion |
| -- | ------------------------------------------- | --- | --------------------- |
| 1  | 1er ROUND : ACCEPTER OU MOURIR ?            | くすぶる火をたやすな。それが暗い道を照らす灯となる Kusuburu hi o Tayasu na. Sore ga Kurai Michi o Terasu Akari to Naru                      | 6 avril 2018          |
| 2  | 2e ROUND : L'HOMME NE MEURT QU'UNE FOIS     | 二度死んだヤツはいない、バクチ打ちはそう嘯いた Ni-do Shinda Yatsu wa Inai, Bakuchi-uchi wa Sō Usobuita                                      | 13 avril 2018         |
| 3  | 3e ROUND : L'EXO EST FICHU                  | 絶望の果ての負け惜しみ。機械はハナから息しちゃない Zetsubō no Hate no Makeoshimi. Kikai wa Hana Kara Iki Shicha Nai                         | 20 avril 2018         |
| 4  | 4e ROUND : DANSONS AVEC LA MORT             | 死神と踊るより、あの娘とブギーを踊りたい Shinigami to Odoru Yori, Anomusume to Bugī o Odoritai                                              | 27 avril 2018         |
| 5  | 5e ROUND : L'HOMME REVENU DE LA MORT        | あんたはどこから来たんだ？向こう岸だよ、地獄さ Anta wa Doko Kara Kita Nda? Mukōgishida yo, Jigoku sa                                        | 4 mai 2018            |
| 6  | 6e ROUND : JUSQU'À LA MORT DU DERNIER CHIEN | 真夏の犬は人を殺したくなる暑さだが、決してへたばりゃしない Manatsu no Inu wa Hito o Koroshitaku Naru Atsusadaga, Kesshite Heta Barya Shinai | 11 mai 2018           |
| 7  | 7e ROUND : LA ROUTE VERS LA MORT            | 三の名がつくあの川を渡るのに、往復の船賃は無用だ San no na ga Tsuku Ano Kawa o Wataru no ni, Ōfuku no Funachin wa Muyōda                    | 18 mai 2018           |
| 8  | 8e ROUND : ÉCHÉANCE DU RÊVE                 | あんたの夢の賞味期限を決めるのは、誰かじゃない Anta no Yume no Shōmi Kigen o Kimeru no wa, Dareka Janai                                     | 25 mai 2018           |
| 9  | 9e ROUND : UNE FLEUR FANÉE NE FLEURIRA PLUS | あの花のつぼみは腐臭をまき散らし、種は土にかえる Ano Hana no Tsubomi wa Fushū o Makichirashi, Tane wa Tsuchi ni Kaeru                       | 1er juin 2018         |
| 10 | 10e ROUND : LES DÉS SONT JETÉS              | サイは投げられた。ダブルアップでベットするも良し Sai wa Nage Rareta. Daburu Appu de Betto Suru mo Yoshi                                     | 8 juin 2018           |
| 11 | 11e ROUND : UNE MARCHE FUNÈBRE              | 辛気臭い讃美歌はよしてくれ。欲しているのはラッパだ Shinkikusai Sanbika wa Yoshite Kure. Hoshite Iru no wa Rappada                           | 15 juin 2018          |
| 12 | 12e ROUND : BOND AU BORD DE LA MORT         | 岸辺にアルバムを残したいなら、三の川から引き返せ Kishibe ni Arubamu o Nokoshitainara, San no Kawa Kara Hikikaese                            | 22 juin 2018          |
| 13 | DERNIER ROUND : NÉ POUR MOURIR              | 肉は朽ちても骨は残る。それが正を受けた証となる Niku wa Kuchite mo Hone wa Nokoru. Sore ga Sei o Uketa Akashi to Naru                        | 29 juin 2018          |

#### Saison 2
| No | Titre de l’épisode en français,                                     | Titre original de l’épisode | Date de 1re diffusion |
| -- | ------------------------------------------------------------------- | --- | --------------------- |
| 1  | Les fantômes fredonnent un requiem                                  | Los fantasmas tararean un réquiem (亡霊たちは鎮魂歌を口ずさむ) Bōrei-tachi wa chinkonka o kuchizusamu | 4 avril 2021          |
| 2  | Le désespoir donne du courage aux lâches                            | La desesperación da coraje a los cobardes (絶望は臆病者に勇気を与える) Zetsubō wa okubyōmono ni yūki o ataeru | 11 avril 2021         |
| 3  | La maladie pourrira à la racine si vous ne bouchez pas le pot       | Si deseas la dañina pudrición de las raíces, no bloquees la boca del ánfora (患いの根腐れを望むなら、水瓶の穴を塞ぐな) Wazurai no ne kusare o nozomunara, mizugame no anawofusagu na                                              | 18 avril 2021         |
| 4  | Si la fleur de l'âme s'épanouit, l'amour persistera                 | Si la flor del alma florece, el amor no se perderá (魂の花が咲けば、愛を失ったためしはない) Tamashī no hana ga sakeba, ai o ushinatta tameshi wanai                                                                               | 25 avril 2021         |
| 5  | La terre promise répondit qu'il n'existe pas de messie              | La tierra prometida respondió que el mesías no se quedará (救世主は居やしないと約束の地は答えた) Kyūseishu wa iyashinai to yakusoku no ji wa kotaeta                                                                              | 2 mai 2021            |
| 6  | Vous aurez beau être impuissant, Dieu mettra votre foi à l'épreuve  | Aunque estés consciente de tu impotencia, Dios te ofrecerá su imagen para que la pises (無力だと自覚しても、神は踏み絵を差し出す) Muryokuda to jikaku shite mo,-shin wa fumie o sashidasu                                         | 9 mai 2012            |
| 7  | Le fou indiqué sur la carte n'est pas un clown stupide              | El tonto que muestra su carta no es un payaso estúpido (カードが示す愚か者は間抜けな道化師じゃない) Kādo ga shimesu orokamono wa manukena dōkeshi janai                                                                           | 16 mai 2021           |
| 8  | Au début de la fin, l'arc-en-ciel dessine une courbe                | Al principio del fin, latrayectoria del arcoíris dibuja un soportal (終わりの始まりに、虹の軌跡はアーチを描く) Owarinohajimari ni, niji no kiseki wa āchi o kaku                                                                  | 23 mai 2021           |
| 9  | Il est difficile de vivre avec une main, mais cela reste possible   | Una sola mano no basta para vivir, pero aun así la forma de vivir prevalece (生きる術は片手じゃ足りないが、生き方はそれでも余る) Ikiru jutsu wa katate ja tarinaiga, ikikata wa sore demo amaru                                   | 30 mai 2021           |
| 10 | Les défaites du passé sont à voir comme un bon présage              | Las derrotas pasadas son acompañadas por señales de buena suerte (過去の敗北は幸運の兆しと共にある) Kako no haiboku wa kōun no kizashi to tomoni aru                                                                              | 6 juin 2021           |
| 11 | Le bonheur et le malheur germent quand on se libère de notre armure | Cuando te quitas la armadura que no te podías quitar, brotan las semillas de la miseria y de la dicha (脱げなくなった鎧を外す時、不幸と幸福の種が芽を出す) Nugenaku natta yoroi o hazusu toki, fukō to kōfuku no tane ga mewodasu | 13 juin 2021          |
| 12 | Même si les ovations cessent, le muet se fera entendre              | Aunque las ovaciones se callen, la voz de los mudos no desaparecerá (喝采が鳴りやんでも、声なき者の声は消せやしない) Kassai ga nariyan demo,-goe naki mono no koe wa keseyashinai                                                 | 20 juin 2021          |
| 13 | Les ailés porteront les sans-ailes et seront bénis en retour        | El con alas lleva al son alas, y el sin alas bendice al con alas (翼ある者は翼なき者を背負い、翼なき者は翼ある者を祝福する) Tsubasa aru mono wa tsubasa naki mono o shoi, tsubasa naki mono wa tsubasa aru mono o shukufuku suru  | 27 juin 2021          |

## Adaptation manga
Une adaptation manga de Chikara Sakuma intitulée Megalo Box - Shukumei no Sōken (メガロボクス 宿命の双拳) est prépubliée dans le Shōnen Magazine Edge de l'éditeur Kōdansha entre le 17 février 2018 et le 17 août 2018, puis compilé en 2 volumes reliés  (ISBN 978-4-06-511331-8 et 978-4-06-513198-5),.